# FC Bex
FC Bex is een Zwitserse voetbalclub uit Bex die in de 1. Liga speelt. De club werd in 1902 opgericht en speelt haar thuiswedstrijden in het Stade de Relais.